# 카바모일 아스파르트산
카바모일 아스파르트산(영어: carbamoyl aspartic acid) 또는 N-카바모일 아스파르트산(영어: N-carbamoyl aspartic acid) 또는 유레이도석신산(영어: ureidosuccinic acid)은 피리미딘 뉴클레오타이드 생합성의 대사 중간생성물로 역할을 하는 카밤산의 유도체이다. 카바모일 아스파르트산은 아스파르트산 트랜스카바모일레이스에 의해 아스파르트산과 카바모일 인산으로부터 생성된다.

## 같이 보기
- 아스파르트산
- 카바모일 인산
- 아스파르트산 트랜스카바모일레이스